# 일본항공기제조 YS-11
일본항공기제조 YS-11(NAMC YS-11)은 일본 일본항공기제조에서 개발한 터보프롭 비행기이다.

## 개요
1950년대부터 일본은 더글러스 DC-3를 대체해 국내선에 사용할 소형 비행기를 필요로 하였고 미쓰비시 중공업, 가와사키 중공업, 후지 중공업 등의 회사들이 합작하여 수연을 1957년에 설립한 뒤 1959년에 일본항공기제조사로 개명되었다.
일본항공기제조사는 60인승이 탑승할 수 있는 쌍발 터보프롭항공기 YS-11를 제작하기 시작한 뒤 엔진은 롤스로이스의 롤스로이스 다트를 사용했고 첫 비행은 1962년 8월 30일 나고야 비행장에서 이루어졌으며 대한민국에서는 대한항공이 이 기종을 운용한 후 전량 임차했다.

## 사건
- 1969년 12월 11일 : 강릉을 출발해 김포로 향하던 대한항공 소속 YS-11이 이륙 후 대관령 상공에서 북한 공작원 조창희의 협박에 의해 납북되는 사건이 발생했다.[4]

## 군사적 운용국
- 일본 - 항공자위대
- 콜롬비아 - 콜롬비아 육군
- 그리스 - 그리스 공군

## 제원
- 승무원: 2 명 (조종사)
- 탑승객: 64 명
- 페이로드: 5,400 kg (11,904 lb)
- 몸통 길이: 26.3 m (86 ft 3 in)
- 날개 길이: 32.0 m (105 ft 0 in)
- 높이: 8.99 m (29 ft 6 in)
- 날개 면적: 94.83 m² (1,020.4 ft²)
- 공허 중량: 14,600 kg (32,187 lb)
- 최대 이륙 중량: 23,500 kg (51,808 lb)
- 동력: 2 × Rolls-Royce Dart Mk.542-10K turboprop engines, 2,250 kW (3,030 shp) each

### 성능
- 순항 속도: 454 km/h (245 knots, 282 mph)
- 항속거리: 2,200 km (1,188 NM, 1,367 mi)
- 상승고도: 6,982 m (22,900 ft)
- 상승률: 6.2 m/s (1,220 ft/min)

## 같이 보기
- 포커 27 프렌드십
- 빅커스 바이카운트